# Daniel Ketchedjian
Daniel Ketchedjian (Montevideo, 20 de mayo de 1979), más conocido por su nombre artístico Daniel K, es un mago, conferencista y comunicador uruguayo. Ha recorrido América y Europa presentando sus shows y sus charlas en lugares como el	Teatro Solís de Montevideo, el Teatro Avenida de Buenos Aires y en el Castillo Mágico (The Magic Castle) de Hollywood, entre otros. Desde hace más de 25 años es invitado a programas de televisión en Uruguay, Argentina, Chile, Perú, Paraguay, Ecuador, Colombia, Guatemala, Italia y Estados Unidos, donde se destacan sus apariciones en el programa Pura Química de la cadena ESPN, en Festival Internacional del Humor de la cadena Caracol Tv, en Don Francisco presenta y Despierta América de la cadena Univisión,  en Fool Us de la cadena The CWy en Tú Si que Vales del Canal 5 de Italia. 
Brinda charlas a empresas sobre diferentes tópicos, entre ellos creatividad, trabajo en equipo y experiencia al cliente. También dicta cursos a magos y aficionados donde enseña sus efectos originales y sus pensamientos teóricos sobre la magia. 
Además de mago y conferencista es coconductor del programa La Voz Kids Uruguay por Canal 10 y conductor de Premio Destacados - Uruguayos Solidarios.

## Biografía
Daniel Ketchedjian, nació el 20 de mayo de 1979 en Montevideo, en el seno de una familia de origen armenio. Sus abuelos tuvieron que escapar de Armenia durante el genocidio turco y se radicaron en Uruguay. Tiene una hermana mayor y un hermano menor. Es exalumno salesiano. En 2014 se recibe de Licenciado en Comunicación en la Universidad de Montevideo. Está casado con la abogada uruguaya Lissy Hernández desde el 2013 y es padre de Joaquín y Josefina.

## Carrera
Primeros años y formación
Daniel K comenzó su carrera artística a los 10 años, en 1989, participando por primera vez en televisión como invitado en el histórico programa Cacho Bochinche conducido por Cacho de la Cruz y emitido por Teledoce. Repitió su participación en el mismo programa dos años más tarde donde compitió en el concurso de talentos ¿Qué sabe hacer usted? y obtuvo el primer premio. A los 15 años de edad comenzó a tomar clases para perfeccionarse con el mago aficionado Alfredo Panizza. 
Desarrollo de su carrera televisiva
Desde 1997 y hasta 2001, Daniel K formó parte de un segmento semanal de magia en el programa Caleidoscopio en Canal 10 conducido por María Inés Obaldía y Gerardo Sotelo. En esas 5 temporadas realizó más de 200 trucos de magia de diferentes categorías incluyendo la denominada: magia interactiva, que consiste en que el público desde sus hogares interactúan al unísono y viven la magia como si estuvieran viendo al mago en directo. Fue pionero en Uruguay en este tipo de ilusiones.  
En 1998 participó en otro histórico programa de Canal 10: Decalegrón junto a las figuras y "capocómicos"  Eduardo D'Angelo, Ricardo Espalter, Julio Frade, Graciela Rodríguez, entre otros, interpretando el papel del Ministro de Economía en el sketch del personaje Pinchinatti. Este mismo año actuó en la obra de teatro Los padres abstractos en el Teatro del Círculo de Montevideo. 
Primeros premios internacionales
En 1999 obtuvo el tercer premio en la categoría Invención y perfeccionamiento mágico del V Congreso Argentino de Ilusionismo. En 2001 obtiene el segundo premio en la categoría Magia de Salón del VI Congreso Argentino de Ilusionismo. 
Segunda etapa de su carrera televisiva
En 2002 y 2003 formó parte del elenco de Dale con todo en Canal 10, conducido por Luis Alberto Carballo, realizando sus ilusiones tres veces por semana en horario central. Entre las ilusiones se destacan la desaparición del conductor del programa, un escapismo colgado en las alturas y cámaras ocultas con magia. También participó de varios sketch con parte del elenco del programa en los que se destacan: Ricardo Espalter, Graciela Rodriguez, Luis Orpi, Bruno Cetraro, Claudia Fernández, Mónica Farro, Paola Bianco, entre otros.  
En 2004 cambia de canal de televisión y se traslada a Canal 12 para ser panelista del programa Bien Despiertos conducidos por Victoria Rodríguez, María García, Mariano López, Gastón Solé, Andrea Menache, Christian Font y Eunice Castro. 
Reconocimiento internacional y desarrollo de su carrera teatral
En 2004 Daniel K se presenta por primera vez en The Magic Castle en Hollywood. Un club privado en el que sólo se entra siendo socio del club o invitado por uno de los socios. En este histórico lugar se presentan los mejores magos del mundo. También asiste como congresista en el congreso exclusivo de magia de cerca Fechter´s Finger Flicking Frolic, conocido como el congreso de las 4F en Búfalo,	Nueva York y recibió el diploma: Bachelor of Magic. En 2005 repitió su asistencia a The Magic Castle en Hollywood y al congreso exclusivo Fechter´s Finger Flicking Frolic donde obtuvo el diploma: Master of Magic. También realizó una gira por las ciudades de Washington D. C. y Nueva York donde se presentó en distintos eventos organizados por el Banco Interamericano de Desarrollo y Reaching U.  
Del 19 al 25 de marzo de 2005 presentó su primer espectáculo teatral en Montevideo titulado Impacto en la Sala Zitarrosa. Lo volvió a retomar tres años más tarde, haciendo una gira por ocho ciudades de Paraguay. Ese mismo año es asesor de efectos especiales del musical Magic de la Compañía Boom en la sala teatro MovieCenter. El musical tuvo como principal figura a Claudia Fernández acompañado por los humoristas Cachito de León y Charly Alvarez entre otros artistas.
En 2006 obtuvo el tercer premio en el congreso de la Federación Latinoamericana de Sociedades Mágicas (FLASOMA) en Bogotá, Colombia. A raíz de esto, es invitado a participar en el programa Don Francisco presenta en la cadena Univisión en Miami donde realiza, entre otras ilusiones, un escapismo. Volvió a participar del mismo programa un año más tarde con nuevas ilusiones. 
En 2008 estrenó su espectáculo Magia de cámara junto al pianista Diego Antoine. También fue contratado para actuar en el festival Intermagia de Guatemala.
En 2009 se presenta por primera vez en el congreso Atacamágica en Copiapó, Chile y brinda su conferencia “El truco, la magia y la persona.” Se presenta nuevamente un año más tarde.
En 2010 estrena su espectáculo Íntimo y mental. 
En 2011 realizó una gira de conferencias por Argentina, Chile, Brasil, Guatemala y Perú. Animó el evento ecuatoriano Elección de la reina de Guayaquil, televisado por la cadena Telerama. También fue Maestro de Ceremonias de cinco galas de magia en el XXXI Congreso Nacional de Magia en España. Actúa con magos de talla mundial como son: Dani Daortiz (España), Henry Evans (Argentina), Alfonso Aceituno (Estados Unidos), Daryl (Estados Unidos, Yann Frisch (Francia). Los eventos se realizan en el Círculo de Bellas Artes de Madrid. En Montevideo, estrena su espectáculo Magia y stand up.
Ese mismo año participa de Intermagia realizando espectáculos en la Ciudad de Guatemala, Antigua y Xela. Participa de la Convención Mágica de Bazar de magia en Argentina y realiza junto con Jack Reimon de Perú un espectáculo titulado Mentalística Aplicada.
En 2012 brinda por primera vez su conferencia en la Academia de las Artes Mágicas de Estados Unidos. Una de las sociedades de magia más prestigiosas del mundo. Además, repite su conferencia para magos en la ciudad de San Felipe (Chile), Buenos Aires y Córdoba (Argentina) y en San Pablo (Brasil).
Reestrena su espectáculo Magia y Stand up en el teatro Undermovie. Participa por cuarta vez en el Magic Castle de Hollywood y en el festival Cómyco en Buenos Aires, Argentina.
En 2013 tiene una sección semanal en el programa Sinvergüenza, emitido por Teledoce y conducido por Maximiliano de la Cruz. Brinda conferencias en Río de Janeiro, Brasil. Continúa con su espectáculo Magia y Stan Up y es invitado a los programas Clic en Perú y Un Show con Tuti en Guatemala. Actúa como presentador de la Elección de la reina de Guayaquil, Ecuador. Realiza su One Man Show en Madrid, España. Participa del espectáculo Magia al Qubo 4 en Lima, Perú. Ese mismo año participa nuevamente de Intermagia conducido por el mago Luis Karías en Guatemala recorriendo varias ciudades. También conduce una de las galas del Congreso Latinoamericano de Sociedades mágicas en Santiago de Chile. Es contratado por Teletón Ecuador para hacer aparecer el monto total de recaudación de ese año.
En 2014 se recibió de Licenciado en Comunicación Social en la Universidad de Montevideo. Brinda conferencias en Santiago de Chile y Guatemala y es invitado por segunda vez al programa de Guatemala Un Show con Tuti, conducido por Tuti Furlan. Ese mismo año estrena su show Undermagia en Montevideo, realizando una exitosa temporada teatral de 4 meses. 
En 2015 se presenta en el Festival Grandes Estrellas de la Magia, en el Teatro del Lago, en Frutillar, Chile. Se presenta también un año más tarde. Se presenta además en Colombia con su show AbraKdabra. También participa en el espectáculo Torbellino Mágico en Argentina. Se presenta por primera vez en el programa Despierta América, Univisión, Miami. Es nombrado Presidente de Jurado de las competencias del Congreso de la Federación Latinoamericana de Sociedades Mágicas (Flasoma). En el mismo año estrena su espectáculo Undermagia 2.0 repitiendo el éxito del año anterior. 
En enero de 2016 estrenó la obra Mentiras verdaderas en el Teatro Movie. Realizó más de 60 funciones y fue el espectáculo de magia con más tiempo en cartel en la historia del Uruguay. Presenta este show en Chile y Argentina. Ese mismo año fue contratado por segunda vez para el programa Despierta América en la cadena Univision en Miami, conducido por Alan Tacher donde realiza una rutina de magia mezclada con fútbol en homenaje a la Copa América Centenario. Participa de los programas Pura Química y Redes de ESPN. Además realiza su primera conferencia en línea para magos. Es transmitida en vivo para Brasil y comercializada en todo el mundo. También realiza un show en Facebook Live para la página imujer logrando más de 185.000 reproducciones. 
Al año siguiente estrenó el espectáculo Cuentos imposibles. Un espectáculo pensado para toda la familia. También continúa con su espectáculo para adultos Mentiras Verdaderas en Montevideo y realiza dos funciones especiales en Santiago de Chile y en Buenos Aires. 
En 2018 estrenó dos nuevos shows: Otros cuentos imposibles y Decisiones. Ese mismo año y por dos temporadas formó parte del elenco del programa Todos contra mí de Teledoce, junto a Federico Buysán, Martina Graf, Diego Jokas, Martín Fablet, Rosario Castillo, Camila Cibils, Raúl Castro y Diego Ruete.
Ese mismo año participa por segunda vez en el Festival Más que Magia de Costa Rica, donde comparte escenario con magos de Costa Rica, Venezuela y Colombia. 
También participa como Director Artístico del Festival internacional Atacamágica Kusiy, en Chile, que contó con la presencia de magos de Chile, España y Argentina. 
En 2019 participó del programa humorístico En cartel de Canal 10, ciclo de magia y humor en la televisión grabado en vivo desde un teatro. Comparte el programa con destacadas figuras del humor uruguayo como Diego Delgrossi, Graciela Rodríguez, Petru Valensky, Luciana Acuña, Gustaf, Jorge Esmoris y Germán Medina. Ese año realizó el espectáculo titulado El presente en el Teatro Movie como festejo por sus 30 años de carrera. En mayo viaja a Estados Unidos para realizar una pequeña gira con sus actuaciones. Visita nuevamente The Magic Castle en Hollywood y actúa por primera vez en Chicago Magic Lounge, en Chicago. A mediados de año también se incorporó como coconductor del programa Consentidas de Canal 10 acompañando a Emilia Díaz, Sara Perrone y María Gomensoro. También fue contratado en septiembre para conducir las galas de escenario del Festival Magialdía en la ciudad de Vitoria en España. 
En 2020 fue panelista en el programa de radio De arriba un Rayo por Océano FM. Desde agosto formó parte de la primera temporada de MasterChef Celebrity, donde obtuvo el puesto 14. En septiembre estrena su espectáculo Magia a 2 metros, un show pensado para presentarlo durante la pandemia, con efectos de magia temáticos y con la característica de que los espectadores viven sus ilusiones desde sus asientos. En octubre participa del programa Fool Us conducido por los magos norteamericanos Penn y Teller. 
En junio de 2021 se confirmó su participación como conductor y presentador de Premio Destacados, un premio que reconoce y apoya a los héroes anónimos de Uruguay por su carácter solidario.
En 2022 vuelve a ser el conductor y presentador de Premio Destacados. Participa además del programa Tú sí que vales de la cadena italiana Canale 5 y llega a la final quedando entre los 4 mejores de más de 100 artistas de todo el mundo. También en ese año publica su primera colección de libros dedicados a la magia. Son 8 libros y se titulan Academia de magia.
En mayo de 2023 conduce junto a la comunicadora Ana Durán la ceremonia de beatificación de Jacinto Vera en el Estadio Centenario ante más de 15.000 personas.
En junio de 2023 vuelve a ser contratado por el Magic Castle de Hollywood por séptima vez para realizar 29 funciones durante una semana. En julio del mismo año presentó su espectáculo Campamento Secreto en el teatro Undermovie de Montevideo Shopping, un show para toda la familia con 2 funciones diarias durante las vacaciones de invierno y localidades agotadas. Daniel es invitado a formar parte de ¿Quién es la máscara? 3 uno de los programas de televisión de mayor jerarquía y difusión del Uruguay.
En agosto de 2023 se presenta con su show en el congreso de magia más prestigioso de los Estados Unidos y comparte escenario con magos de la talla de Lance Burton, Mac King, Mike Caveney, entre otros. El congreso, desarrollado en Colon, Míchigan es uno de los más antiguos de Estados Unidos, donde Daniel además brinda su conferencia para todos los magos de la convención.
Además, participa por tercer año consecutivo como conductor del programa uruguayo Premio Destacados. Vuelve a participar del programa Fool Us de la cadena CW de Estados Unidos convirtiéndose en el primer mago latinoamericano en ser invitado dos veces.
En 2024 conduce junto con la comunicadora Claudia García la tercera edición de la Cena de las Emociones en Punta del Este, Uruguay.  En febrero comienza una columna semanal sobre diferentes temas relacionados al desarrollo personal y a la creatividad, todas ellas vinculadas con la magia en el programa 8 AM de Canal 4 de Uruguay. En abril es el presentador de la Gala Internacional de magia en el Festival de Torrelodones, España. En mayo participa por octava vez en el Magic Castle de Hollywood. En julio realiza un nuevo espectáculo en el Teatro Undermovie titulado Otro campamento Secreto.  
En enero de 2025 participa por primera vez en el Festival Internacional del Humor en la cadena internacional de Caracol TV en Colombia.  En febrero es nominado por la Academia de las Artes Mágicas de Hollywood en la categoría Magia de salón como mago del año por su participación en el Magic Castle del año anterior. En abril es invitado a dar una conferencia y realizar su show en el congreso internacional de magia de Almussafes, España. En mayo es contratado por novena vez en el Magic Castle de Hollywood.   

## Trayectoria

### Radio
| Año  | Título                 | Rol        | Radio     | Notas                    |
| ---- | ---------------------- | ---------- | --------- | ------------------------ |
| 2020 | De arriba un rayo      | Columnista | Océano FM | Participación semanal    |
| 2021 | La mesa de los galanes | Columnista | Del Sol   | Participación esporádica |

### Televisión
| Año       | Programa                         | País           | Rol          | Canal      | Notas                                          |
| --------- | -------------------------------- | -------------- | ------------ | ---------- | ---------------------------------------------- |
| 1989-1991 | Cacho Bochinche                  | Uruguay        | Mago         | Teledoce   | Participaciones esporádicas                    |
| 1997-2001 | Caleidoscopio                    | Uruguay        | Mago         | Canal 10   | Participaciones semanales                      |
| 1998      | Decalegrón                       | Uruguay        | Mago         | Canal 10   | Artista invitado                               |
| 2002-2003 | Dale con todo                    | Uruguay        | Mago         | Canal 10   | Participaciones semanales                      |
| 2004      | Bien despiertos                  | Uruguay        | Mago         | Teledoce   | Participaciones semanales                      |
| 2012      | Bienes gananciales               | Uruguay        | Cameo        | Canal 10   | Invitado                                       |
| 2013      | Sinvergüenza                     | Uruguay        | Mago         | Teledoce   | Participaciones semanales                      |
| 2018-2019 | Todos contra mí                  | Uruguay        | Panelista    | Teledoce   | Programa semanal                               |
| 2019-2020 | Consentidas                      | Uruguay        | Coconductor  | Canal 10   | Programa semanal                               |
| 2019      | En cartel                        | Uruguay        | Mago         | Canal 10   | Invitado                                       |
| 2020      | MasterChef Celebrity             | Uruguay        | Participante | Canal 10   | 14.vo Eliminado                                |
| 2020      | Fool Us                          | Estados Unidos | Mago         | CW         | Artista invitado                               |
| 2021      | Premio Destacados                | Uruguay        | Conductor    | En línea   | Programa semanal                               |
| 2022      | Premio Destacados                | Uruguay        | Conductor    | En línea   | Programa semanal                               |
| 2022      | Tú sí que vales                  | Italia         | Participante | Canale 5   | Finalista                                      |
| 2023      | Premio Destacados                | Uruguay        | Conductor    | En línea   | Programa semanal                               |
| 2023      | Fool Us                          | Estados Unidos | Mago         | CW         | Artista Invitado                               |
| 2023      | ¿Quién es la máscara? 3          | Uruguay        | Participante | Teledoce   | Bajo la máscara Baby Dino (6.º desenmascarado) |
| 2024      | 8 AM                             | Uruguay        | Columnista   | Canal 4    | Participación quincenal                        |
| 2025      | Festival Internacional del humor | Colombia       | Mago         | Caracol Tv | Artista invitado                               |

### Teatro
| Año       | Título                             | Teatro                                             |
| --------- | ---------------------------------- | -------------------------------------------------- |
| 1998      | Los padres abstractos              | Teatro del Círculo                                 |
| 2003      | Magia moderna                      | Sala Zitarrosa                                     |
| 2005      | Impacto                            | Sala Zitarrosa                                     |
| 2008      | Magia de cámara                    | Teatro La colmena                                  |
| 2010      | Íntimo y mental                    | Teatro La colmena                                  |
| 2012-2013 | Magia y Stand up                   | Teatro Undermovie                                  |
| 2014      | Undermagia                         | Teatro Undermovie                                  |
| 2015      | Undermagia 2.0                     | Teatro Undermovie                                  |
| 2016-2017 | Mentiras verdaderas                | Teatro Undermovie / Sala Crash / Sala Bicentenario |
| 2017-2018 | Cuentos imposibles                 | Teatro Undermovie                                  |
| 2018      | Decisiones                         | Teatro Undermovie / Sala Bicentenario              |
| 2018      | Otros cuentos imposibles           | Teatro Undermovie                                  |
| 2019      | El presente                        | Teatro Movie                                       |
| 2019      | Juegos de magia                    | Teatro Undermovie                                  |
| 2020-2021 | Magia a dos metros                 | Teatro Undermovie / Magnolio Sala                  |
| 2022      | Reencuentro                        | Teatro Undermovie                                  |
| 2022      | Juegos de magia 2                  | Teatro Undermovie                                  |
| 2023      | Mentiras Verdaderas 2              | Teatro Undermovie                                  |
| 2023      | Campamento Secreto                 | Teatro Undermovie                                  |
| 2024      | Daniel K - Magia, humor y conexión | Teatro Undermovie                                  |
| 2024      | Otro Campamento Secreto            | Teatro Undermovie                                  |
| 2025      | Todo está conectado                | Teatro Undermovie                                  |

### Asesoramiento
| Año  | Título        | Teatro           | Rol                          |
| ---- | ------------- | ---------------- | ---------------------------- |
| 2005 | Magic         | MovieCenter      | Asesor de efectos especiales |
| 2005 | Colombina Che | Teatro de verano | Asesor mágico                |

### Publicidades
| Año  | Campaña               | Auspiciante                 | Medio                    | País    |
| ---- | --------------------- | --------------------------- | ------------------------ | ------- |
| 1998 | Mosquito dengue       | Ministerio de Salud Pública | TV                       | Uruguay |
| 2000 | Días de circo         | Devoto                      | TV, prensa y vía pública | Uruguay |
| 2021 | Aniversario El Dorado | Supermercados El dorado     | TV, prensa y vía pública | Uruguay |
| 2022 | Aniversario Salus     | Salus                       | TV                       | Uruguay |
| 2024 | Parece magia          | PQuick                      | Radio                    | Uruguay |

## Premios y reconocimientos
| Año  | Categoría                     | Puesto | Congreso                                                   | País      |
| ---- | ----------------------------- | ------ | ---------------------------------------------------------- | --------- |
| 1999 | Invención y perfeccionamiento | 3.º    | Congreso Argentino de Ilusionismo (C.A.D.I.)               | Argentina |
| 2001 | Magia de Salón                | 2.º    | Congreso Argentino de Ilusionismo (C.A.D.I.)               | Argentina |
| 2005 | Magia de Salón                | 3.º    | Federación Latinoamericana de Sociedades Mágicas (FLASOMA) | Colombia  |

| Año  | Distinción                                 | Congreso/Asociación/Teatro                       | País                           |
| ---- | ------------------------------------------ | ------------------------------------------------ | ------------------------------ |
| 2004 | Título de Licenciado en Magia              | Fechter´s Finger Flicking Frolic (F.F.F.F.)      | Buffalo, EE. UU.               |
| 2005 | Título de Maestro en Magia                 | Fechter´s Finger Flicking Frolic (F.F.F.F.)      | Buffalo, EE. UU.               |
| 2009 | Conocimiento compartido                    | Atacamágica                                      | Copiapó, Chile                 |
| 2010 | Aporte al engrandecimiento del arte mágico | Asociación de magos e ilusionistas Guatemaltecos | Ciudad de Guatemala, Guatemala |
| 2010 | Conocimiento compartido                    | Atacamágica                                      | Copiapó, Chile                 |
| 2011 | Conocimiento compartido                    | Círculo Mágico de Córdoba                        | Córdoba, Argentina             |
| 2012 | Conocimiento compartido                    | Red de Magos Solidarios                          | Buenos Aires, Argentina        |
| 2015 | Conocimiento compartido                    | Comunidad Secreta de Ilusionismo                 | San Pablo, Brasil              |
| 2015 | Artista                                    | Teatro del Lago                                  | Frutillar, Chile               |
| 2016 | Artista                                    | Teatro del Lago                                  | Frutillar, Chile               |
| 2019 | Trayectoria Internacional                  | Club Uruguayo de Magia                           | Montevideo, Uruguay            |
| 2023 | Aporte y enriquecimiento al arte mágico    | Premio Kartis                                    | Rosario, Argentina             |